# Сулейман Уларе
Сулейман Уларе (фр. Souleymane Oulare, нар. 16 жовтня 1972, Конакрі) — гвінейський футболіст, що грав на позиції нападника за низку європейських клубних команд та за національну збірну Гвінеї.

## Клубна кар'єра
У дорослому футболі дебютував 1989 року виступами за команду «Гороя». Того ж року був запрошений до Бельгії, де продовжив кар'єру у друголіговому «Еекло», а за два роки перейшов до «Сінт-Ніклас Ексельсіор».
1992 року гвінейця до своїх лав запросив вищоліговий «Беверен», де той був гравцем ротації протягом двох сезонів. Влітку 1994 перейшов до «Варегема», якому допоміг за рік виграти другий бельгійський дивізіон і підвищитися в класі до першого.
1996 року уклав контракт з «Генком», у складі якого протягом трьох наступних сезонів був одним з основних нападників, маючи середню результативність на рівні 0,44 гола за гру першості. 1998 року допоміг команді здобути Кубок Бельгії, а за рік — стати чемпіоном країни. За результатами сезону 1998/99 був визнаний найкращим професійним футболістом року в Бельгії.
Попри це на початку наступного сезону 1999/2000 гвінеєць провів лише декілька ігор за «Генк», після чого перебрався до турецького «Фенербахче». У цій команді також не затримався і сезон 2000/01 проводив вже в іспанському «Лас-Пальмасі».
Згодом провів два сезони в англійському «Сток Сіті», де фактично не грав, зокрема через знайдений в нього тромб у легенях.
Протягом .
Завершував ігрову кар'єру в Бельгії, де протягом 2003—2004 років грав за аутсайдера вищого дивізіону «Берінген-Гесден-Золдер», після чого два сезони провів за «Візе» у другому і третьому дивізіонах.

## Виступи за збірну
1992 року дебютував в офіційних матчах у складі національної збірної Гвінеї. Брав участь у Кубках африканських націй 1994 і 1998 років.
Загалом протягом 15-річної кар'єри в ній провів у її формі 23 матчі, забивши десять голів.

## Титули і досягнення
- Чемпіон Бельгії (1):

«Генк»: 1998-1999
- Володар Кубка Бельгії (1):

«Генк»: 1997-1998